# Mistrzostwa Świata Par na Żużlu 1987
Mistrzostwa Świata Par 1987 – osiemnasta edycja w historii na żużlu. Wygrała para duńska – Erik Gundersen i Hans Nielsen.

## Półfinały

### Pierwszy półfinał
- 6 czerwca 1987 r. (sobota),  Toruń
- Awans: 4

| Miejsce | Kraje         | Suma | Zawodnicy                            | Pkt.  | Pkt bieg. |
| ------- | ------------- | ---- | ------------------------------------ | ----- | --------- |
| 1       | Dania         | 54   | Hans Nielsen Erik Gundersen          | 27    | bd.       |
| 2       | Nowa Zelandia | 44   | Mitch Shirra David Bargh             | 23 21 | bd.       |
| 3       | Polska        | 36   | Wojciech Żabiałowicz Roman Jankowski | 21 15 | bd.       |
| 4       | Finlandia     | 35   | Kai Niemi Olli Tyrväinen             | 20 15 | bd.       |
| 5       | Szwecja       | 30   | Jimmy Nilsen Per Jonsson             | 17 13 | bd.       |
| 6       | Norwegia      | 20   | Arne Svendsen Tor Einar Hielm        | 13 7  | bd.       |
| 7       | Bułgaria      | 26   | Nikołaj Manew Angel Eftimod          | 16 10 | bd.       |
| 8       | Francja       | 16   | Thirrey Hilaire Patrice Blondy       | 9 7   | bd.       |
| 9       | Jugosławia    | 9    | Lazar Csaba Artur Horvat             | 5 4   | bd.       |

### Drugi półfinał
- 6 czerwca 1987 r. (sobota),  Norden
- Awans: 4

| Miejsce | Kraje             | Suma | Zawodnicy                             | Pkt.  | Pkt bieg. |
| ------- | ----------------- | ---- | ------------------------------------- | ----- | --------- |
| 1       | Stany Zjednoczone | 49   | Shawn Moran Kelly Moran               | 23    | bd.       |
| 2       | Anglia            | 40   | Kelvin Tatum Simon Wigg               | 21 19 | bd.       |
| 3       | Australia         | 36   | Steve Regeling Steve Baker            | 18    | bd.       |
| 4       | Włochy            | 38   | Valentino Furlanetto Armando Castagna | 23 15 | bd.       |
| 5       | Węgry             | 25   | Zoltán Adorján József Petrikovics     | 15 10 | bd.       |
| 6       | RFN               | 23   | Karl Maier Gerd Riss                  | 19 4  | bd.       |
| 7       | Austria           | 23   | Toni Pilotto Heinrich Schatzer        | 17 6  | bd.       |
| 8       | Holandia          | 14   | Robert Jan Munnecom Will Stroes       | 10 4  | bd.       |
| 9       | Belgia            | 14   | Vital Cardeynaels Geert Cools         | 9 5   | bd.       |

## Finał
- 28 czerwca 1987 r. (niedziela),  Pardubice (Plochodrážní stadion Svítkov)

| Miejsce | Kraje             | Suma | Zawodnicy                             | Pkt.  | Pkt bieg.                   |
| ------- | ----------------- | ---- | ------------------------------------- | ----- | --------------------------- |
| 1       | Dania             | 52   | Hans Nielsen Erik Gundersen           | 26    | (3,5,4,5,5,4) (4,4,5,4,4,5) |
| 2       | Anglia            | 44   | Kelvin Tatum Simon Wigg               | 24 20 | (5,5,5,5,3,1) (1,4,4,4,5,2) |
| 3       | Stany Zjednoczone | 36   | Sam Ermolenko Kelly Moran             | 18    | (3,0,5,2,5,3) (4,3,4,3,4,0) |
| 4       | Nowa Zelandia     | 36   | David Bargh Mitch Shirra              | 20 16 | (2,3,3,5,3,4) (5,1,2,4,1,3) |
| 5       | Czechosłowacja    | 30   | Roman Matoušek Antonín Kasper         | 16 14 | (2,1,3,2,3,5) (3,2,2,3,2,2) |
| 6       | Finlandia         | 19   | Olli Tyrväinen Kai Niemi              | 11 8  | (5,4,0,0,2,0) (1,0,1,1,4,1) |
| 7       | Australia         | 21   | Steve Baker Steve Regeling            | 16 5  | (4,2,0,3,2,5) (0,0,1,2,0,2) |
| 8       | Włoch             | 18   | Armando Castagna Valentino Furlanetto | 11 7  | (2,5,2,1,1,0) (0,3,3,0,0,1) |
| 9       | Polska            | 14   | Wojciech Żabiałowicz Roman Jankowski  | 8 6   | (0,2,1,1,1,3) (1,1,0,0,0,4) |